# HartsTocht
HartsTocht was een televisieprogramma op Net5 gepresenteerd door Regina Romeijn. Het programma was voor de deelnemers een romantisch avontuur en een spel, want elke week moest een van de koppels afvallen. De winnaars van dit spel, Laura en Sebastiaan, mochten trouwen op een privé-eiland in Australië.
Elke aflevering bestond uit een aantal spellen, namelijk het stellenspel, de taak, het groepsspel en de fotoronde. Met het winnen van spelletjes konden de deelnemers vrijgeleiden en prijzen winnen voor het huwelijk.
De fotoronde was ook wel een wegstemronde: de twee koppels waarvan meeste foto's werden getoond, moesten het relatiespel spelen. Het koppel dat dat spel verloor, moest dan naar huis.